# Himmelkron
Himmelkron är en kommun och ort i Landkreis Kulmbach i Regierungsbezirk Oberfranken i förbundslandet Bayern i Tyskland.